# Presidente del Governo della Repubblica Ceca
Il Presidente del Governo della Repubblica Ceca (in ceco Předseda Vlády), chiamato informalmente "premier" (Premiér), è il capo del governo della Repubblica Ceca. Viene nominato dal Presidente della Repubblica in base alla maggioranza presente nella Camera dei deputati.

## Nomina
Il Presidente del governo è nominato dal Presidente della Repubblica, tenendo conto della distribuzione politica dei seggi nella Camera dei deputati. Entro trenta giorni dalla sua nomina, il governo si sottopone a un voto di fiducia della Camera dei deputati, per il quale è necessaria una maggioranza semplice. In caso di bocciatura, la procedura di formazione del governo viene riavviata. Se il governo non ottiene ancora l'investitura parlamentare, il presidente della Repubblica nomina un nuovo presidente del governo su raccomandazione del presidente della Camera. In caso di un nuovo fallimento, il capo dello Stato pronuncia lo scioglimento della Camera dei deputati e convoca nuove elezioni.

## Ruolo e funzioni
Come capo del governo in un sistema parlamentare, il Presidente del Governo ceco è responsabile dell'organizzazione delle attività del suo governo, che rappresenta. Ha il compito di presiedere le riunioni del Consiglio dei ministri e deve controfirmare le leggi definitivamente adottate, insieme ai presidenti del Repubblica e della Camera. Firma inoltre i decreti di applicazione delle leggi. È inoltre responsabile della controfirma di alcune decisioni prese dal Presidente della Repubblica a livello diplomatico, militare, politico o giudiziario. In questo caso, è responsabile degli atti così adottati.